# Papua-Nowa Gwinea na Mistrzostwach Świata w Lekkoatletyce 2015
Papua-Nowa Gwinea na Mistrzostwach Świata w Lekkoatletyce 2015 – reprezentacja Papui-Nowej Gwinei podczas Mistrzostw Świata w Pekinie liczyła 2 zawodników, którzy nie zdobyli medalu.

## Występy reprezentantów Papui-Nowej Gwinei

### Mężczyźni
| Konkurencja                   | Zawodnik    | Runda 1  | Runda 1 | Półfinał | Półfinał | Finał    | Finał   |
| Konkurencja                   | Zawodnik    | Rezultat | Pozycja | Rezultat | Pozycja  | Rezultat | Pozycja |
| ----------------------------- | ----------- | -------- | ------- | -------- | -------- | -------- | ------- |
| Bieg na 3000 m z przeszkodami | Sapolai Yao | 9:51,09  | 38.     | —        | —        | NQ       | NQ      |

### Kobiety
| Konkurencja   | Zawodniczka  | Runda 1  | Runda 1 | Półfinał | Półfinał | Finał    | Finał   |
| Konkurencja   | Zawodniczka  | Rezultat | Pozycja | Rezultat | Pozycja  | Rezultat | Pozycja |
| ------------- | ------------ | -------- | ------- | -------- | -------- | -------- | ------- |
| Bieg na 800 m | Donna Koniel | 2:12,51  | 43.     | NQ       | NQ       | NQ       | NQ      |